# 1758
Перша наукова революція •  Просвітництво • Глухівський період в історії Гетьманщини •  Російська імперія

## Геополітична ситуація
Султаном Османської імперії є Мустафа III (до 1774). Під владою османів перебувають Близький Схід та Єгипет, Середземноморське узбережжя Північної Африки, частина Закавказзя, значні території в Європі: Греція, Болгарія і Сербія. Васалами османів є Волощина та Молдова.
Священна Римська імперія охоплює, крім німецьких земель, Угорщину з Хорватією, Трансильванію, Богемію, Північну Італію, Австрійські Нідерланди. Її імператор — Франц I (до 1765). Марія-Терезія має титул королеви Угорщини. Королем Пруссії є Фрідріх II (до 1786).
На передові позиції в Європі вийшла Франція, якою править Людовик XV (до 1774). Франція має колонії в Північній Америці та Індії. В Іспанії королює Фернандо VI (до 1759). Королівству Іспанія належать південь Італії, Нова Іспанія, Нова Гранада та Віцекоролівство Перу в Америці, Філіппіни. У Португалії королює Жозе I (до 1777). Португалія має володіння в Бразилії, в Африці, в Індії, в Індійському океані й Індонезії.
Північ Нідерландів займає Республіка Об'єднаних провінцій. Вона має колонії в Північній Америці, Індонезії, на Формозі та на Цейлоні. Великою Британією править Георг II (до 1760). Британія має колонії в Північній Америці, на Карибах та в Індії. Король Данії та Норвегії — Фредерік V (до 1766), на шведському троні сидить Адольф Фредерік (до 1771). На Апеннінському півострові незалежні Венеціанська республіка та Папська область. У Речі Посполитій королює Август III Фрідріх (до 1763). На троні Російської імперії сидить Єлизавета Петрівна (до 1761).
Україну розділено по Дніпру між Річчю Посполитою та Російською імперією. Гетьман України — Кирило Розумовський. Нова Січ є пристановищем козаків. Існує Кримське ханство, якому підвладна Ногайська орда.
В Ірані фактично править династія Зандів при номінальному правлінні сефевіда Ісмаїла III.
Значними державами Індостану є Імперія Великих Моголів, Імперія Маратха. Зростає могутність Британської Ост-Індійської компанії. У Китаї править Династія Цін. У Японії триває період Едо.

## Події

### У світі
- Семирічна війна:
  - 22 січня російські війська увійшли в Східну Пруссію й захопили Кенігсберг.
  - 22 лютого від берегів Англії відплив флот зі 158 кораблів з метою завоювання Нової Франції.
  - 29 квітня відбулася морська битва між британцями та французами біля Куддалора в Індії. Битва не виявила переможця.
  - 8 червня британці під керівництвом Джеймса Вулфа розпочали облогу Луїсбура в Новій Шотландії.
  - 23 червня англо-ганноверські війська під керівництвом Фердинанда Брауншвейг-Вольфенбюттельського завдали поразки французам у битві при Крефельді.
  - 30 червня австрійські війська під командою Ернста Гідеона Лаудона знищили прусський конвой у битві при Домштадтлі.
  - 6 липня британці побили французів у битві при Бернетц Брук у Північній Америці.
  - 8 липня французи зуміли відбити атаку на форт Карійон.
  - 3 серпня британський і французький флоти знову зійшлися в Негапатамській битві біля узбережжя Індії, і знову битва не виявила переможця.
  - 25 серпня Фрідріх II завдав поразки росіянам у битві при Цорндорфі.
  - 14 вересня французи відбили атаку британців на форт Дюкен.
  - 14 жовтня прусська армія Фрідріха II програла австрійцям важку битву при Гохкірху.
  - 25 листопада французи покинули форт Дюкен. Англійці перейменували його в Піттсбург.
- Почався понтифікат Климента XIII.
- 3 вересня відбувся невдалий замах на короля Португалії Жозе I.

### Наука та культура
- 25 грудня — перша передбачена поява комети Галле́я, підтверджено періодичність руху комет.
- Карл Лінней запровадив біномінальну номенклатуру.
- Семюел Джонсон почав видавати журнал «Нероба».
- Руджер-Йосип Бошкович опублікував у праці «Теорія натуральної філософії, приведена до єдиного закону сил, що існують в природі» свою атомістичну теорію.

## Народились
див. також Категорія:Народились 1758
- 6 травня — Максиміліан Робесп'єр (Непідкупний), вождь якобінців у роки Великої французької революції
- 29 вересня — Гораціо Нельсон, англійський флотоводець, адмірал

## Померли
див. також Категорія:Померли 1758